# اکبرپوره
اکبرپورا (به انگلیسی: Akbarpura) یک منطقهٔ مسکونی در پاکستان است که در خیبر پختونخوا واقع شده‌است.